# Дагды (приток Самарги)
Дагды — река на крайнем севере Тернейского района, на северо-востоке Приморского края. Исток находится вблизи главного водораздела Сихотэ-Алиня на высоте ок. 1300 м. Течёт на юг и впадает в реку Самарга. Длина реки 79 км, площадь водосбора 1820 км². По водоразделу Сихотэ-Алиня на северо-западе граничит с бассейном реки Анюй, на западе и юге с бассейном Самарги, на востоке с бассейном Ботчи, на северо-востоке с бассейном Коппи.

## Рельеф
На площади водосбора Дагды распространён среднегорный рельеф. Высшая точка в бассейне реки — гора Плато на водоразделе с Анюем (1750 м над ур. моря). Кроме того, значительные высоты (до 1637 м на г. Бо-Джауса) и расчленённый рельеф наблюдаются на водоразделах с Коппи и Ботчи. В бассейне Дагды также встречаются и участки плато, распространённые на междуречьях левых притоков — Саня, Опасная, Оуми.

## Природа
Большая часть водосбора реки Дагды занята хвойными елово-пихтовыми и лиственничными лесами. Смешанный лес произрастает по долинам и южным склонам в низкогорье. На поверхности плато и пологих склонах, местами в долинах, встречаются мари — участки заболоченного редколесья с преобладанием в составе древостоя лиственницы и голубичниками. Широко распространены курумы, которыми заняты значительные территории в верховьях реки Саня, на р. Находка (в верховьях Опасной), на междуречьях притоков Каладани и Длинного. Так же значительны площади горелого и сухостойного леса. Они приурочены к бортам долины реки Дагды и водоразделам её притоков в низовьях. Склоны гор выше 1200 м заняты горной тундрой, кроме плато в верховьях Опасной, где темнохвойная тайга произрастает на высотах более 1300 м.

## История освоения
Бассейн Дагды долгое время оставался не затронутым хозяйственной деятельностью человека вследствие своей удалённости и труднодоступности. Но на рубеже нулевых и десятых годов лесозаготовки коснулись и бассейна Дагды, где вырубке подверглись склоны горы Кектолонку, недалеко от впадения Дагды в Самаргу. В настоящее время лесовозная дорога, проложенная из Адими, пересекает бассейн Дагды в нижнем течении и продолжается в верховья Самарги. Через Дагды построен капитальный мост.

## Туризм
В бассейне реки находятся самые северные районы высокогорья (по меркам Приморья) — гора Бо-Джауса, гора Снежная, гора Плато. Это районы со средней степенью лавинной опасности. Гора Плато интересна тем, что это самое высокорасположенное плато в Приморье, на высоте более 1700 м над ур. моря. Как следствие, здесь большую территорию занимает горная тундра. На поверхности и уступах базальтовых плато имеются горные озёра — Таёжное, Чёрное, Овальное и др. На речках, прорезающих плато, можно повстречать пороги и водопады. Зимой здесь образуются большие наледи, сохраняющиеся и в июне. В истоках Дагды, на водоразделе с реками Коппи и Анюй, на широте 48°27’52" расположена крайняя северная точка Приморского края. Эта широта соответствует широте центра Хабаровска на западе и широте мыса Песчаный на побережье Татарского пролива, п. Красногорск на Сахалине (к северу от перешейка Поясок) и острову Райкоке на Северных Курилах на востоке. Отсюда, за верховьями Коппи, хорошо видна третья по высоте вершина Сихотэ-Алиня — г. Яко-Яни, до которой по прямой всего 25 км.
Несмотря на наличие в районе интересных природных объектов, красивых и не тронутых хозяйственной деятельностью ландшафтов, туризм в бассейне Дагды находится в зачаточном состоянии. Из-за удалённости от населённых мест, сложности и дороговизне заброски, отсутствия даже минимальной туристической инфраструктуры, туризм в верховьях Самарги и в бассейне Дагды имеет выраженные черты экстремального. Собственно, именно это и привлекает сюда спортивные туристические группы для прохождения категорийных походов.

## Притоки (км от устья)
Расстояния подсчитаны по спутниковым снимкам Wikimapia с учётом изгибов русла реки.
- 0 км: исток
- 4,4 км: кл. Серебристый (пр)
- 8,4 км: кл. Галечный (лв)
- 11,0 км: кл. Сухой (лв)
- 14,0 км: кл. Луговой (пр)
- 17,4 км: кл. Снежный (пр)
- 19,1 км: кл. Поперечный (лв)
- 24,2 км: кл. Горелый (пр)
- 26,2 км: кл. Тёмный (пр)
- 27,8 км: кл. Лиственничный (пр)
- 29,4 км: кл. Лесной (пр)
- 32,3 км: кл. Озёрный (лв)
- 34,5 км: кл. Отрог (пр)
- 37,2 км: р. Каладани (пр)
- 37,8 км: кл. Галечный (пр)
- 41,5 км: кл. Грязный (лв)
- 43,9 км: р. Саня (лв)
- 47,6 км: кл. Дикуша (пр)
- 49,4 км: кл. Брусничный (пр)
- 50,3 км: р. Опасная (лв)
- 52,6 км: кл. Длинный (пр)
- 56,1 км: кл. Проточный (пр)
- 56,7 км: кл. Барачный (лв)
- 61,2 км: кл. Тэнку (пр)
- 67,5 км: р. Оуми (лв)
- 69,1 км: кл. Ветвистый (лв)
- 72,0 км: кл. Олений (пр)
- 73,3 км: кл. Хунко (пр)
- 74,0 км: кл. Си (лв)
- 84,9 км: устье